# Percival Provost
Percival P.56 Provost là một loại máy bay huấn luyện quân sự của Anh, trang bị cho Không quân Hoàng gia trong thập niên 1950.

## Biến thể
Percival P.56 Mark 1
Percival P.56 Mark 2
Provost T.Mk 1
Provost T.51
Provost Mk 52
Provost Mk 53

## Quốc gia sử dụng

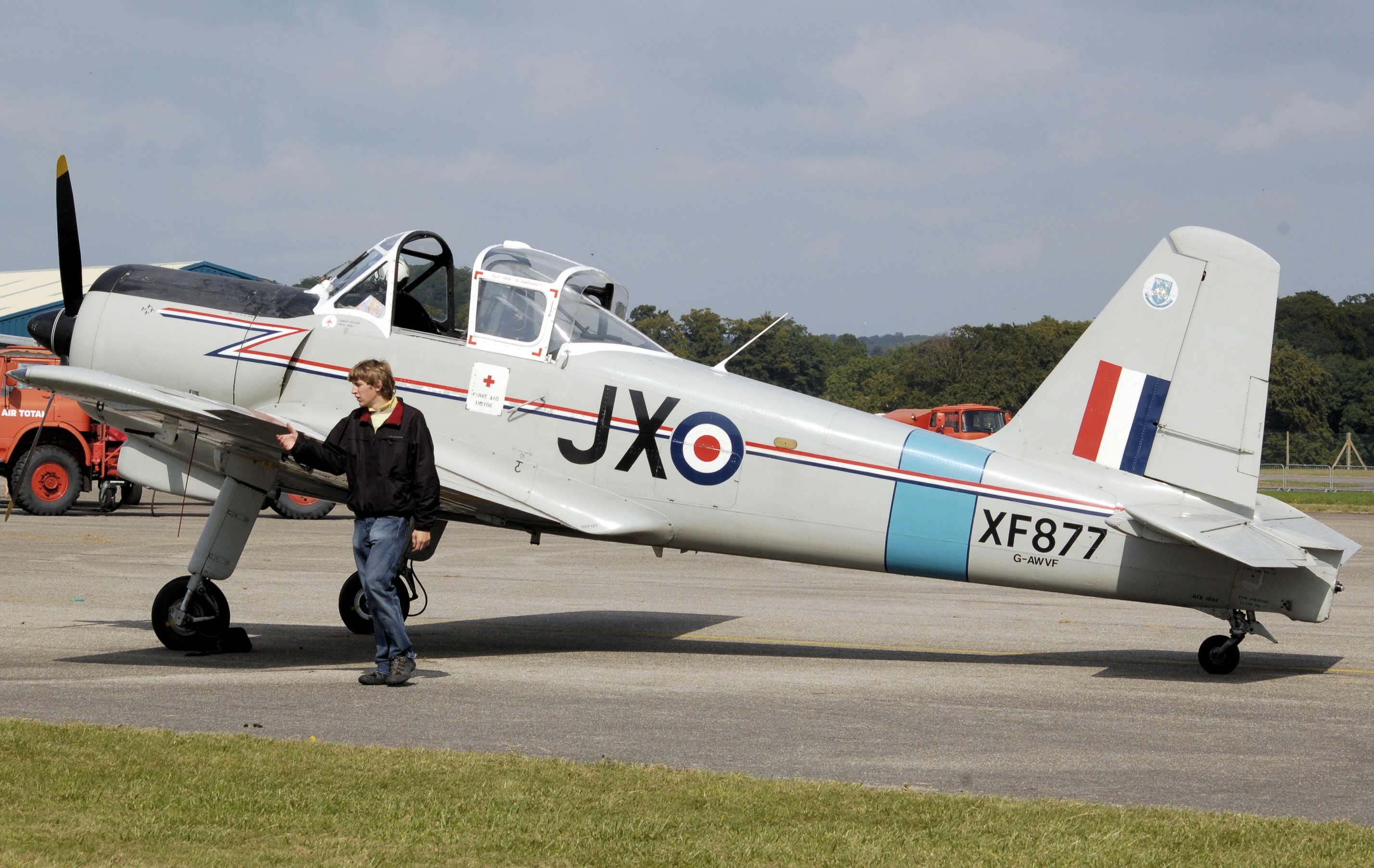
Percival Provost P.56 T1 năm 2007

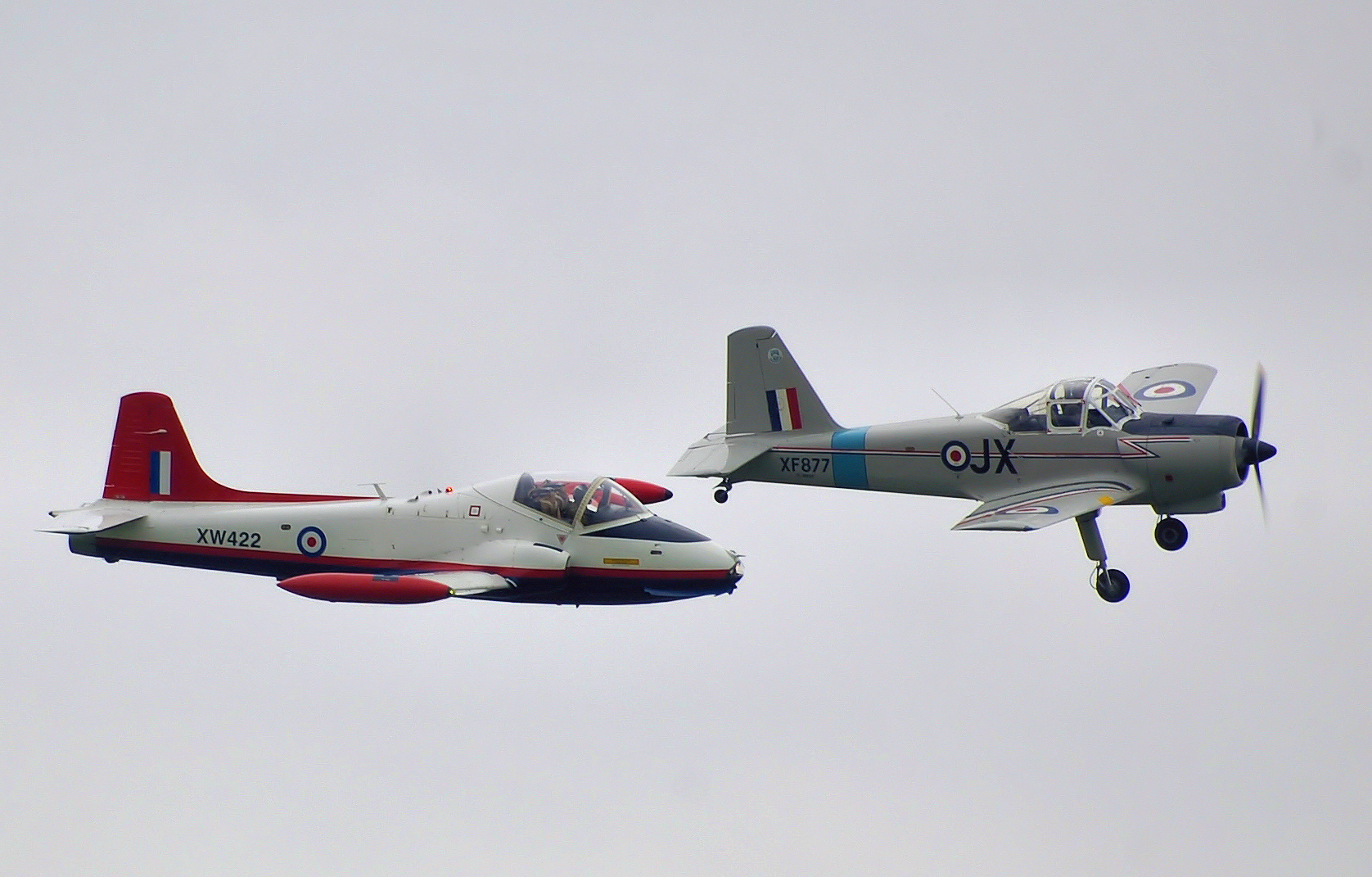
Piston Provost T1 và Jet Provost T.5a

Anh Quốc
- Trường phi công thử nghiệm đế chế
- Không quân Hoàng gia Anh

 Myanmar
- Không quân Myanma

 Iraq
- Không quân Iraq

 Ireland
- Quân đoàn Không quân Ireland

 Malaysia
- Không quân Hoàng gia Malaysia

 Oman
- Không quân Hoàng gia Oman

 Rhodesia
- Không quân Rhodesia

 Sudan
- Không quân Sudan

 Zimbabwe
- Không quân Zimbabwe

## Tính năng kỹ chiến thuật (T.1)

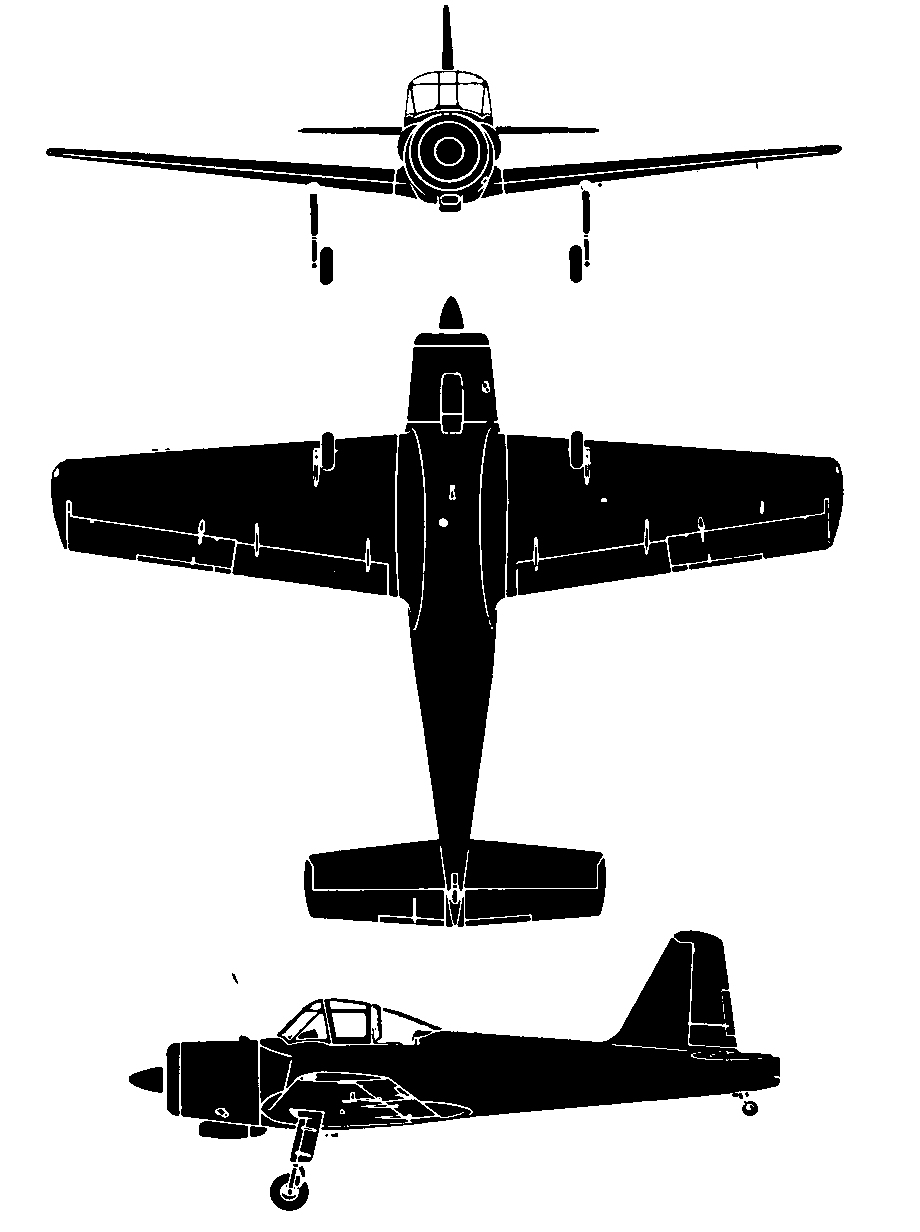
Percival Provost T.1

Dữ liệu lấy từ World Encyclopedia of Military Aircraft
Đặc điểm tổng quát
- Kíp lái: 2
- Chiều dài: 28 ft 6 in (8,73 m)
- Sải cánh: 35 ft 0 in (10,7 m)
- Chiều cao: 12 ft 0 in (3,70 m)
- Diện tích cánh: 214 ft² (19,9 m²)
- Trọng lượng rỗng: 3.350 lb (1.523 kg)
- Trọng lượng có tải: 4.399 lb (1.995 kg)
- Động cơ: 1 × Alvis Leonides 126 kiểu động cơ piston bố trí tròn 9 xy-lanh, 550 hp (410 kW)

 Hiệu suất bay 
- Vận tốc cực đại: 200 mph (170 knot, 320 km/h) trên mực nước biển
- Tầm bay: 560 nm (650 mi, 1.020 km)
- Trần bay: 25.000 ft (7620 m)
- Vận tốc lên cao: 2.200 ft/phút (11,2 m/s)
- Tải trên cánh: 20,6 lb/ft² (100 kg/m²)
- Công suất/trọng lượng: 0,276 hp/lb (0,206 kW/kg)
- Lên độ cao 10.000 ft trong 3,27 phút
- Thời gian bay 4 h